# Patrijs (druktechniek)
In de druktechniek is een patrijs, letterlijk 'lettervader', de stempel waarmee een teken in een matrijs wordt geperst of geslagen.
Een graveur snijdt en vijlt aan de top van een staafje van staal een teken in spiegelbeeld. Na verharding van de stempel wordt deze in een metalen, meest koperen plaatje geperst of geslagen. Het beeld dat in de matrijs ontstaat is leesbaar, staat niet in spiegelbeeld.
De matrijs ondergaat nog enige nabewerkingen, het bovenvlak moet nog worden gepolijst en de diepte van de matrijs op standaardhoogte worden gebracht. Daarna moet de matrijs nog worden 'gejusteerd'. Dat wil zeggen: als er letters mee worden gegoten, dan dienen de letters 'te lijnen', op dezelfde hoogte in de regel te staan. Daarbij vallen zeer kleine verschillen al heel snel op. 
De matrijs werd in een handgietvorm geplaatst en met een lepel werd een loodlegering in de gietvorm gegoten. Deze legering bevat naast lood, 6-25% antimoon en 4-20% tin. Antimoon maakt de letter hard, het tin zorgt voor een betere vloeibaarheid, zodat de matrijs volledig wordt opgevuld. Beide toevoegingen zorgen dat de uitzettingscoëfficiënt van de legering afneemt. Nadat de letter was gestold en afgekoeld, werd de letter van bramen ontdaan en op de gewenste hoogte gevijld. Pas daarna kon de letter worden gebruikt om een zetsel te maken.
Het gieten van letters vond na de uitvinding van de boekdrukkunst plaats in drukkerijen. Er ontstonden zelfstandige lettergieterijen en ook het graveren van de patrijzen werd al snel het werk van specialisten. In de 19e eeuw groeide de behoefte aan mechanisatie van het gieten en later ook van het zetwerk. Pas aan het eind van de 19e eeuw werden er succesvolle zetmachines ontwikkeld die heet lood gebruikten. Die ontwikkeling werd mede mogelijk gemaakt door de ontwikkeling van de pantograaf, van de Amerikaanse uitvinder en letterontwerper Linn Boyd Benton, waarmee op een reproduceerbare manier patrijzen van een voorbeeldmasker konden worden vervaardigd. Deze graveermachine kon de grootte of het korps van de letter variëren, maar ook het letterbeeld variëren, in de breedte, in de hoogte en de hellingshoek. Zonder deze pantograaf was het onmogelijk geweest de grote hoeveelheid matrijzen te produceren, die voor de vele verschillende zetmachines nodig waren.